# Брейси, Сидни
Си́дни Бре́йси (англ. Sidney Bracey; 18 декабря 1877 — 5 августа 1942) — австралийский и американский киноактёр. На протяжении своей карьеры с 1909 по 1942 год снялся в 321 фильме.

## Биография
Родился в Австралии, в Мельбурне, с именем Sidney Bracy, позднее изменив написание своей фамилии. Он был сыном уэльского тенора Генри Брейси и английской актрисы Клары T. Брейси. Сводной сестрой матери была актриса Лидия Томпсон.
Брейси начал свою карьеру в Австралии в 1890-х, с комической оперы Дж. К. Уильямсона. На Бродвее он появился в 1900 году в роли Юсуфа в спектакле «Роза Персии». Затем переехал в Англию, где играл Морено в музыкальной комедии «Тореадор» в июне 1901 года. Играл в спектакле «Аморелл» в «Комедийном Театре» Лондона в 1904 году и в «Персидской принцессе» в «Театре Королевы» в 1909 году.
Вернувшись на Бродвей, в 1912 году сыграл сэра Гая Гисборна в комической опере «Робин Гуд» Реджинальда де Ковена в театре «Новый Амстердам», а затем Роба Роя в «Театре Свободы» в 1913 году. После этого он начал сниматься в фильмах, вплоть до своей смерти в 1942 году. В начале своей кинокарьеры он написал сценарий и снял немое кино «Конец Сида Ни» (1914), в котором сыграл главную роль. В 1916 году он изменил написание своей фамилии на «Bracey».
Брейси умер в Голливуде, штат Калифорния, в 1942 году, в возрасте 64 лет.

## Избранная фильмография
- 1920 - Невидимый луч / The Invisible Ray
- 1921 - Безумный женится / Crazy to Marry
- 1922 - Радио Король / The Radio King
- 1923 - Сватовство Майлза Стэндиша / The Courtship of Miles Standish
- 1924 - Её романтическая ночь / Her Night of Romance
- 1925 - Раба моды / A Slave of Fashion
- 1925 - Весёлая вдова / The Merry Widow — лакей Данилы
- 1926 - Неплатежеспособный медовый месяц / A Bankrupt Honeymoon
- 1928 - Люди искусства / Show People  — директор по драматической части
- 1928 - Кинооператор / The Cameraman — редактор
- 1928 - Идол дневных спектаклей / The Matinee Idol  — слуга Дона
- 1928 - Дом с привидениями / The Haunted House
- 1928 - Казаки / The Cossacks — Кузьма, деньщик князя Оленина
- 1930 - Дети удовольствия / Children of Pleasure
- 1930 - Вне закона / Outside the Law
- 1931 - Лев и ягнёнок / The Lion and the Lamb
- 1933 - Что?! Нет пива? / What! No Beer?
- 1936 - Второе детство / Second Childhood
- 1937 - Три умных парня / Three Smart Boys
- 1938 - Весело мы живем / Merrily We Live
- 1941 - Почтительнейше ваш / Affectionately Yours — человек в кафе